# Хабаш, Жорж
Жорж Ха́баш (араб. جورج حبش‎, фр. George Habash, партийное прозвище Аль-Хаким; 2 августа 1926 — 26 января 2008) — один из наиболее леворадикальных деятелей палестинского «национально-освободительного движения», лидер Народного фронта освобождения Палестины.

## Биография
Родился в православной семье.
В 1948 году, в ходе Арабо-израильской войны 1948—1949 годов, покинул родной город Лидда (Лод), оказавшийся под контролем израильской армии. 
Хабаш эмигрировал в Ливан, где в 1951 в Американском университете Бейрута получил диплом детского врача. Затем переехал в Иорданию, где работал по специальности в лагерях для палестинских беженцев. В 1967 основал Народный фронт освобождения Палестины с Мустафой Аззубри и Вадием Хаддадом, которым бессменно руководил до 2000 года.
В 1960-х—1970-х организовал ряд первых терактов — угонов самолётов с декларативной целью: привлечь внимание общественности к «палестинскому национально-освободительному движению». Как правило, террористы требовали от Израиля отпустить палестинских заключённых в обмен на захваченных заложников. В ходе терактов НФОП погибло более 30 израильтян и граждан иных государств (подробнее: Список терактов НФОП).
Умер в Иордании 26 января 2008 года от сердечного приступа. После его смерти Палестинская администрация (ПНА) объявила трёхдневный траур, флаги ПНА были приспущены, а в резиденции её председателя Махмуда Аббаса в Рамалле была установлена траурная палатка.

## Высказывания
Убийство одного еврея вне поля боя эффективнее, чем убийство сотни евреев в бою, поскольку оно привлекает больше внимания

## Мнения

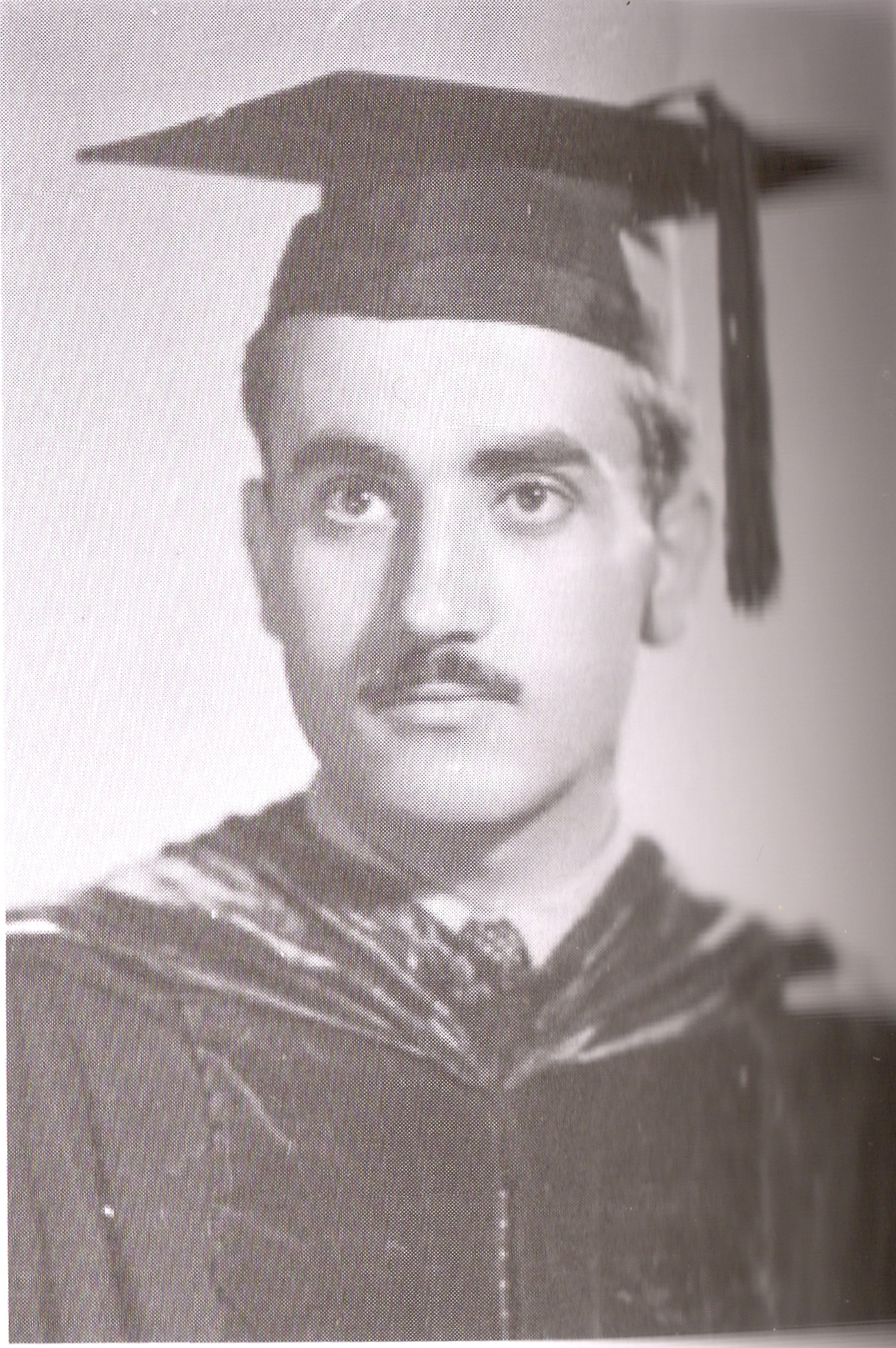
Хабаш — выпускник Американского университета Бейрута.

После его смерти в ПНА был объявлен трёхдневный траур. Председатель ПА Махмуд Аббас сказал, что Джордж Хабаш — был «примером для всех нас», и «нам есть чему у него поучиться». Заявление представителя ПНА в США о том, что «Хабаш был великим лидером», было подвергнуто резкой критике председателем комиссии по иностранным делам палаты представителей США Томом Лантосом:
- «Я поражен поведением постпреда палестинской администрации в США, — сказал Лантос. — Как у него хватило глупости и наглости приглашать американцев выразить соболезнования по поводу смерти такого кровавого злодея, как Хабаш!»[7].
- Бывший начальник румынской разведки Секуритате генерал Ион Пачепа, перешедший в 1978 году на сторону США и хорошо осведомлённый о связях Хабаша с руководством ПГУ КГБ СССР, в своих мемуарах назвал Хабаша «марионеткой и лубянским клиентом»[8].
- По мнению журнала Times, Хабаш был «крёстным отцом ближневосточного терроризма»[9].
- В Израиле Хабаша называли «красным доктором» за убийства израильтян, совершённых членами НФОП[10]. Тем не менее, племянник Хабаша, актёр Жорж Ибрагим (при рождении Жорж Хабаш, сменил фамилию во избежание ассоциаций с дядей террористом), вёл в 70-х годах на израильском телевидении детскую программу на арабском языке.

## Комментарии
1. ↑  По-русски в переводах с английского языка может именоваться Джордж.